# Musica

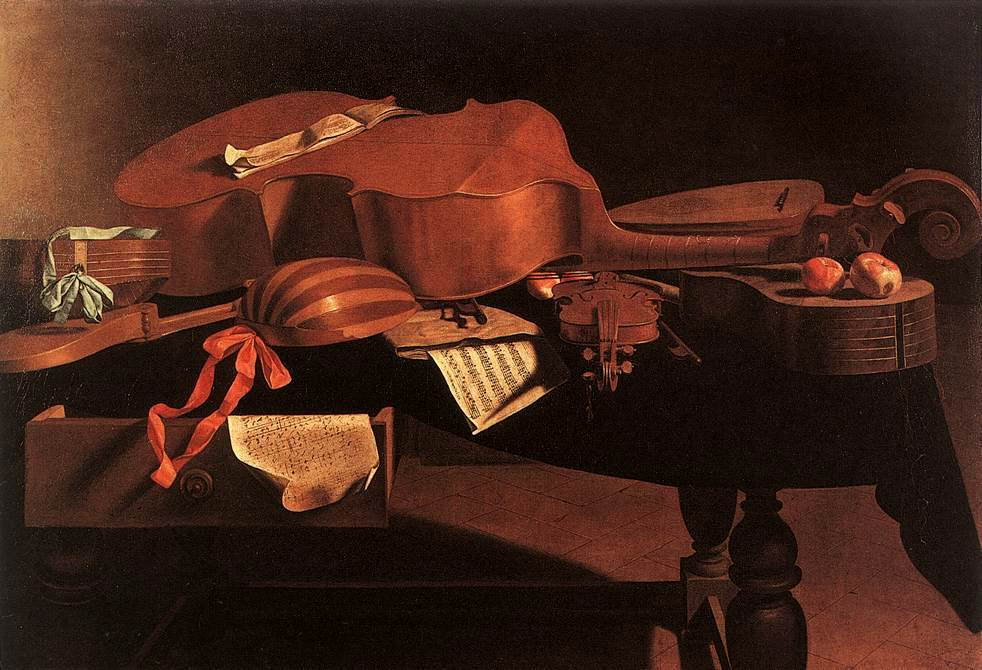
Evaristo Baschenis, Strumenti musicali.

La musica è l'arte di concepire e creare sequenze organizzate di suoni. In quanto esperienza estetica, essa è presente in tutte le epoche e in tutte le culture umane, modificando nel tempo il proprio significato e ruolo, e prendendo forme e utilizzando tecniche diverse a seconda dei periodi storici e delle regioni. Il termine deriva dal greco antico "μουσική" (mousikē), che significa "arte delle Muse", ossia le divinità della mitologia greca associate alle varie forme di arte e cultura.
Le principali categorie musicali, come la musica colta, la musica popolare e la musica tradizionale, si suddividono in numerosi generi e forme.
La musica, in quanto bene culturale, è stata oggetto di riflessione intellettuale fin dai suoi albori, contribuendo alla nascita delle discipline della musicologia. La teoria musicale, ad esempio, analizza i fondamenti della musica e fornisce un sistema per articolare e utilizzare questi elementi nel linguaggio compositivo. L'educazione musicale, invece, si occupa dell'insegnamento e dell'apprendimento della musica, mirando allo sviluppo delle competenze musicali e cognitive degli individui.

## Storia

### La musica nell'antichità
Nell'antica Grecia Pitagora intuì la stretta relazione tra musica e matematica, per la relazione intercorrente tra rapporti frazionari e suono.
Platone affermò che, come la ginnastica serviva ad irrobustire il corpo, la musica doveva arricchire l'animo. Attribuiva alla musica una funzione educativa, come la matematica. Secondo lui bisognava saper scegliere fra tanto e poco, fra più o meno, fra bene o male, per arrivare all'obiettivo finale.

### La musica sacra medioevale
Nel Cristianesimo ebbe grande diffusione il canto, perché lo stesso "Cristo" veniva descritto come un cantore insieme ai suoi discepoli: "E dopo aver cantato l'inno uscirono verso il monte degli Ulivi Mt 26,30.
La musica nel cristianesimo si sviluppò molto nel luogo di culto, la chiesa: si trattava della musica che veniva eseguita nella liturgia celebrativa della messa.
Si può ipotizzare che la forma iniziale della musica liturgica fosse monodica (dalla parola greca che significa una voce sola, cioè veniva intonata la stessa melodia da uno o più cantori) e basata su variazioni d'intonazione attorno ad una nota fondamentale (detta corda di recita), variazione che era dettata dalla prosodia (o enfasi) delle parole del testo sacro, nello stile musicale detto sillabico. A questo stile, che dominava la maggior parte della messa, si sovrappose col tempo un secondo stile, riservato inizialmente ai momenti di maggiore enfasi quali l'offertorio, in cui un solista intonava il testo facendo variare liberamente l'intonazione all'interno di una stessa sillaba in uno stile detto melismatico.
La trasmissione della musica avveniva a questo punto per tradizione orale, e attraverso scuole di canto, la cui presenza presso i maggiori centri di culto è attestata fino dal IV secolo. Oltre alla scuola di provenienza, è probabile che anche l'improvvisazione e l'abilità del singolo cantore determinassero in larga parte la musica d'uso liturgico.
Agli inizi del VI secolo, esistevano in Occidente diverse aree liturgiche europee, ognuna con un proprio rito consolidato, associato ad uno specifico cantus planus, ovvero un tipo di canto liturgico monodico (tra i principali, ricordiamo il rito vetero-romano, il rito ambrosiano a Milano, il rito visigotico-mozarabico in Spagna, il rito celtico nelle isole britanniche, il rito gallicano in Francia, il rito Aquileiese nell'Italia orientale, il rito Beneventano nell'Italia meridionale).  La tradizione vuole che alla fine di questo secolo, sotto il papato di Gregorio Magno (590-604) si sia avuta la spinta decisiva all'unificazione dei riti e della musica ad essi soggiacente.
In realtà si ha motivo di credere che l'unificazione avvenisse quasi due secoli più tardi, ad opera di Carlo Magno e sotto l'impulso della unificazione politica che portò alla nascita del Sacro Romano Impero. L'attribuzione a Gregorio Magno sarebbe stata introdotta per superare le resistenze al cambiamento dei diversi ambienti ecclesiastici, costretti a rinunciare alle proprie tradizioni.
Il prodotto dell'unificazione di due dei riti principali quello vetero-romano e quello gallicano fu codificato nel cosiddetto antifonario gregoriano, che conteneva tutti i canti ammessi nella liturgia unificata. Questa unificazione classificò i brani di musica sacra in uso secondo un sistema di modi, ispirati - almeno nei nomi - ai modi della tradizione greca (dorico, ipodorico, frigio, ipofrigio, lidio, ipolidio, misolidio, ipomisolidio).
Il repertorio del canto gregoriano è molto vasto e viene differenziato per epoca di composizione, regione di provenienza, forma e stile.
Esso è costituito dai canti dell'Ufficio (la cosiddetta "Liturgia delle Ore" recitata quotidianamente dal clero) e dai canti della Messa.
- Nei canti dell'Ufficio si riscontrano le seguenti forme liturgico-musicali: le Antifone, i Responsori (che possono essere brevi o prolissi) i "cantica" (di carattere più lirico) e gli Inni (recitati esclusivamente nei monasteri per la paura, da parte della Chiesa, della diffusione di eresie, data la loro forte approvazione e popolare);
- Nei canti della Messa vi sono forme legate alle parti dell'Ordinario o Ordinarium Missæ (cioè i testi che non mutano mai: Kyrie, Gloria, Credo, Sanctus e Agnus Dei) e del Proprio o Proprium Missæ (cioè i testi che variano secondo le diverse festività: Introito, Graduale, Alleluia - sostituito dal Tratto nel tempo di Quaresima -, Offertorio e Communio).

Sia nei canti dell'Ufficio come in quelli della Messa si riscontrano tutti i generi-stili compositivi del repertorio gregoriano; essi si possono classificare in tre grandi famiglie:
- I canti di genere sillabico (quando ad ogni sillaba del testo corrisponde solitamente una sola nota) come ad esempio le più semplici Antifone dell'Ufficio, le melodie semplici dell'Ordinario e i recitativi del Celebrante;
- I canti di genere semisillabico o neumatico (quando ad ogni singola sillaba del testo corrispondono piccoli gruppi di note) come ad esempio gli Introiti e i Communio della Messa o alcune antifone più ampie dell'Ufficio;
- I canti di genere melismatico (quando ogni sillaba del testo è fiorita da molte note) come ad esempio alcuni Graduali e Offertori o i responsori prolissi dell'Ufficio O il più importante lo jubilus dell'Alleluia.

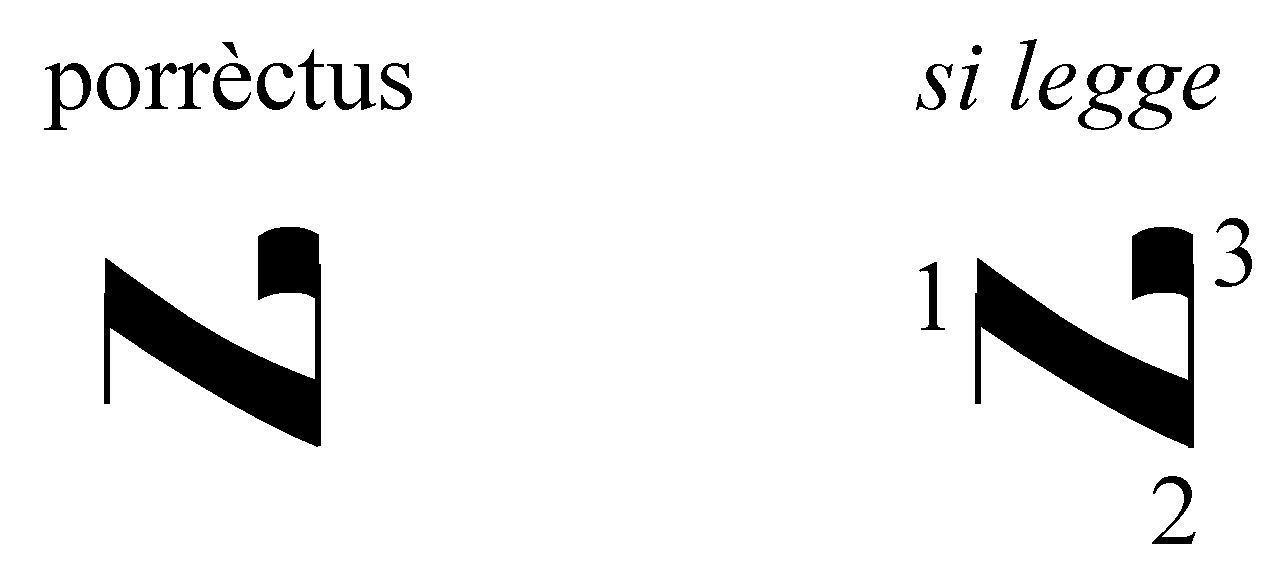
Neuma plurisonico.

La riforma gregoriana sostituì lo studio dei testi alla trasmissione orale delle scuole di canto delle origini, sacrificando, oltre alle particolarità regionali (alcune delle quali, specialmente quelle di derivazione mozarabica, particolarmente ricche) e all'intonazione micro-tonale (che esisteva ancora nel rito vetero-romano) anche il ruolo dell'improvvisazione. Allo stesso tempo si creò la necessità di "annotare" i testi scritti in modo da aiutare i cantori ad eseguire le musiche sempre nello stesso modo, con una linea melodica che indicava la sua direzione, ascensionale o discensionale. Quest'esigenza fece nascere segni particolari (i neumi, pare nati dai gesti del direttore del coro) che, annotati tra le righe dei codici, rappresentavano l'andamento della melodia, come già detto, (ma lasciando liberi intonazione e ritmo). La scrittura neumatica divenne così la prima "notazione", da cui poi la parola "nota", musicale moderna.

### La nascita della notazione

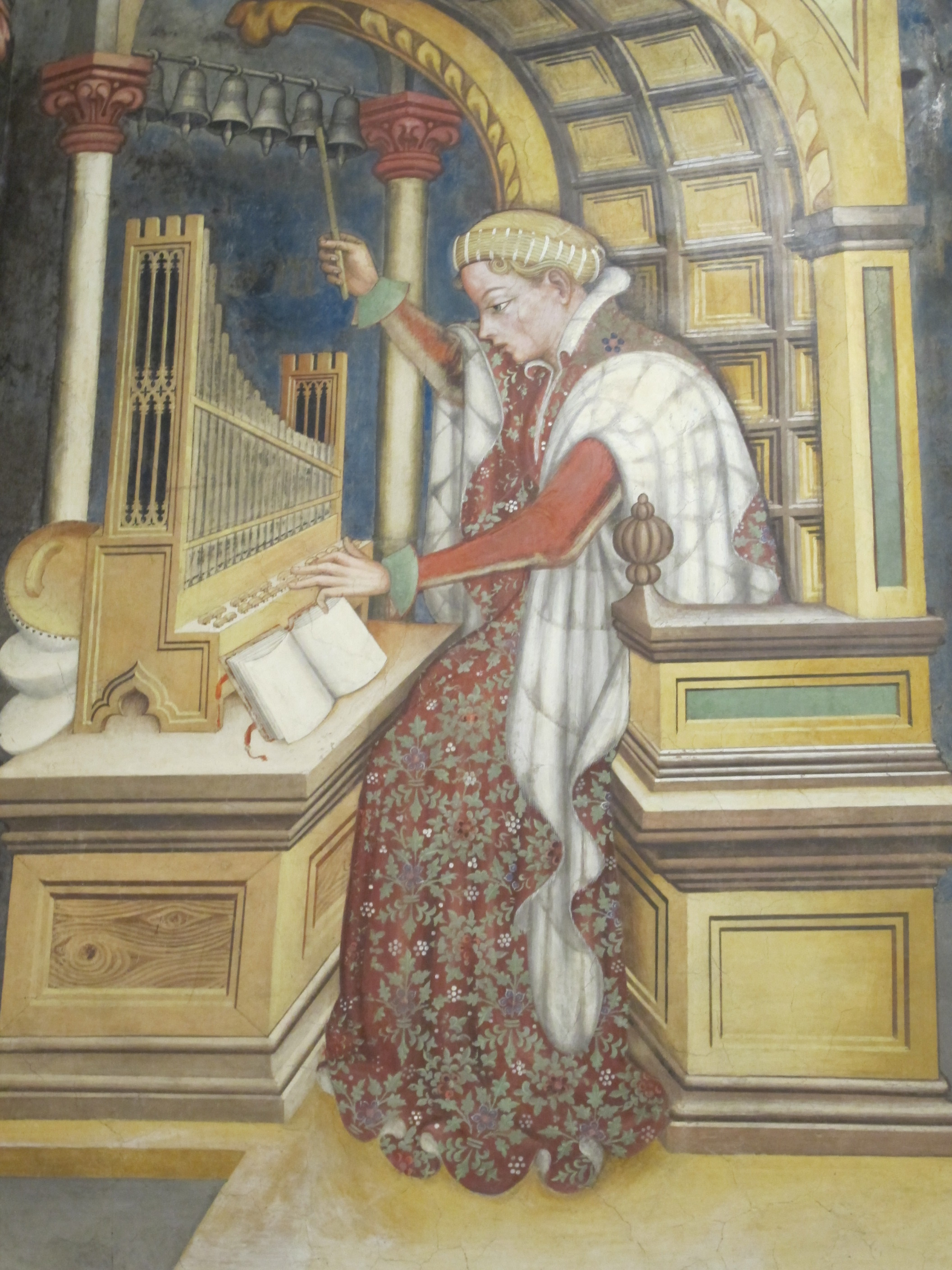
Allegoria della musica nella sala delle Arti liberali e dei Pianeti, ad opera di Gentile da Fabriano (1412, Palazzo Trinci a Foligno)

La scrittura neumatica lasciava molto all'immaginazione del lettore, e, proprio per questo, era inadatta alla trascrizione di composizioni di maggiore complessità, che mettevano a dura prova la memoria dei cantori. Fu nell'opera di Guido d'Arezzo (992 ca.-1050 ca.) che si affermò il primo sistema di scrittura diastematica, una scrittura, cioè, che permetteva di indicare le diverse altezze delle note da intonare. Guido chiamava il suo sistema tetragramma perché inseriva dei segni (che sarebbero poi diventati le moderne note) in una griglia costituita (spesso) da quattro righe parallele. Fu questo l'inizio dell'uso delle note in cui la scrittura delle durate era ottenuta proporzionalmente (la durata di una nota era indicata in proporzione alle altre). Alle note che erano posizionate negli spazi e sulle linee, Guido assegnò nomi quasi tutti corrispondenti alle sillabe iniziali dei primi sei versetti di un inno, scritto da Paolo Diacono e dedicato a San Giovanni Battista, come memorandum per gli allievi:
(Inno a San Giovanni)
La vera innovazione di Guido fu che le prime sillabe dell'Inno non servirono solo per dare un nome alle note, ma anche a darne l'intonazione relativa. In questo modo un cantore poteva intonare a prima vista un canto mai udito prima semplicemente facendo riferimento alla sillaba dell'Inno con la stessa intonazione della prima nota cui il canto iniziava per averne un'immediata idea della tonica. A questo procedimento di memorizzazione Guido diede il nome di solmisazione. Negli anni che seguirono il tetragramma di Guido d'Arezzo, in origine dotato di un numero variabile di linee, si sarebbe stabilizzato su cinque linee (assumendo il nome di pentagramma) e la nota Ut avrebbe mutato il suo nome in Do ponendo le basi della notazione musicale moderna.

### I trovatori

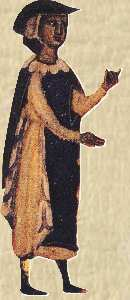
Il trovatore Bernard de Ventadorn.

Dal punto di vista della sua conservazione la musica fu doppiamente svantaggiata. Essa da una parte soffrì, fino all'invenzione del torchio a stampa, della sorte comune a tutto il materiale che doveva essere tramandato in forma scritta, cioè della rarità del materiale, dei mezzi e delle capacità di tramandarlo. A ciò si aggiunse la mancanza di una notazione che permettesse di scrivere la musica in maniera univoca (cui si giungerà compiutamente solo attorno al 1500).
A queste circostanze pratiche, si aggiungevano pregiudizi di carattere culturale (risalenti addirittura alla concezione Greca) che individuavano nella pratica musicale una parte nobile, collegata alla parola, e una artigianale, collegata al suono strumentale. La seconda veniva relegata in secondo piano e, nella sua funzione di servizio, lasciata ai musici professionisti (sempre di origine non nobile): questo equivale a dire che la musica popolare era affidata esclusivamente alla trasmissione orale ed è per noi completamente perduta. Le poche melodie che sono giunte fino a noi lo hanno fatto spesso intrufolandosi in composizioni considerate degne di essere tramandate (spesso in parti della messa): è questo il caso della melodia detta L'homme armé e  (più tardi) della melodia detta La Follia. Solo in epoca moderna la musica popolare inizierà ad essere considerata degna di essere tramandata.
Si sa comunque che nel Medioevo si produceva molta musica di carattere non sacro: un'importante testimonianza (profana anche se non propriamente popolare) viene dalle composizioni dei trovatori, dei trovieri e dei Minnesanger, cantori e poeti vaganti, le cui prime testimonianze datano attorno all'XI secolo. Di provenienza linguistica diversa (lingua d'oc o occitano per i trovatori, lingua d'oïl per i trovieri, tedesco per i minnesanger o menestrelli), essi erano accomunati dall'argomento delle loro canzoni, l'amor cortese e dalla loro frequentazione, appunto delle corti, dove era stata elaborata questa forma ritualizzata d'amore. La diffusione delle composizioni trobadoriche accompagnò anche la diffusione dell'idea che l'educazione musicale (rigorosamente non professionale) dovesse far parte dell'educazione di un nobile. Come per il resto delle composizioni popolari però, anche la parte musicale delle composizioni trobadoriche è andata quasi completamente perduta anche a causa della distruzione causata dalla crociata contro gli albigesi.
Le composizioni che ci sono pervenute (in più versioni, ad indicare la grande circolazione delle melodie e dei compositori stessi) sono raccolte nei Canzoniere,  in cui sono citati nomi e vite di famosi trovatori nelle  'vidas'. Tra i nomi che compaiono maggiormente: Arnaut Daniel (citato anche da Dante nel Purgatorio); Jaufre Rudel; Bernard de Ventadorn; Bertran de Born. Grazie ai canzonieri si è a conoscenza anche dei generi, sia letterari sia musicali, composti e cantati dai menestrelli, che non trattano solo il tema amoroso. La composizione per eccellenza è la canso per I trovatori, chanson per i trovieri, lied per I minnesanger; a fianco ad essa troviamo l'alba (separazione di due amanti all'alba, dopo aver trascorso la notte insieme), la pastorella (incontro tra un cavaliere ed una pastorella); la tenso e i sirventesi di genere satirico.

### Ars Antiqua e Ars Nova
L'Ars antiqua fu un fenomeno musicale che si formò a Parigi nel 1150 e che terminò nel 1320. Nasce in contrapposizione all'Ars nova, che sarà un altro grande movimento polifonico che nascerà nel XIV secolo.
Dal punto di vista della notazione musicale, la Scuola di Notre Dame introdusse la tecnica di indicare precisamente l'altezza delle note (che nell'opera di Guido d'Arezzo era ancora intesa in maniera relativa) in modo simile a quello che avviene nella scrittura musicale moderna, e la prima idea di divisione delle durate: ogni nota poteva essere divisa in tre note di durata inferiore.
L'Ars nova sviluppò ulteriormente il concetto di notazione mensurale, aggiungendo altre durate a quelle usate fino ad allora, ed estendendo l'applicabilità della divisione binaria dei valori; inoltre accentuò gli aspetti musicali delle composizioni (moltiplicando le voci dei cantori ed introducendo ad esempio la forma politestuale del mottetto) rispetto agli aspetti testuali. Queste innovazioni la posero ben presto in polemica con gli esponenti dell'Ars antiqua (polemica che assunse toni così violenti da dover essere sedata da un intervento regale).

### La musica nell'Umanesimo e nel Rinascimento
Durante il Quattrocento si sviluppò un nuovo stile, inizialmente per ispirazione dei compositori inglesi (in particolare John Dunstaple), e successivamente ad opera della scuola franco fiamminga, che innovò grandemente le preesistenti forme della messa, del mottetto e della chanson. Ponendo le consonanze per terze (ancora oggi familiari all'orecchio occidentale) e la forma imitativa del canone alla base delle loro procedure compositive, i franco-borgognoni (tra cui ricordiamo il caposcuola Guillaume Dufay e Josquin Des Prez) rivoluzionarono la pratica della polifonia ereditata dall'Ars nova. Il lavoro di questi compositori poneva le basi per lo sviluppo di quella che sarebbe stata la teoria dell'armonia.
Nel Cinquecento abbiamo la nascita del madrigale (una forma cantata a più voci, in cui il significato del testo comunicava il carattere espressivo alla musica) ad opera del francese Philippe Verdelot e del fiammingo Jacques Arcadelt. Grazie all'invenzione della stampa nacque l'editoria musicale che in Italia si rivolse soprattutto ad una élite, mentre in Francia e nel nord Europa puntò ad un ampliamento del mercato.
La Riforma influenzò radicalmente il modo di concepire la musica: mentre nelle zone calviniste la musica fu ridotta alla sola funzione liturgica, in quelli luterani si diffuse capillarmente ai livelli popolari, assolvendo il ruolo di collante nazionale grazie alla lingua e alla fede. Furono gettate le basi per una nuova sensibilità germanica nei confronti di questa arte che produrrà effetti epocali.
In ambito cattolico invece, le limitazioni imposte alla musica sacra dal Concilio di Trento, che scoraggiava l'eccessiva complessità,  provocarono una reazione alla complessità della scuola fiamminga del secolo precedente. Giovanni Pierluigi da Palestrina, dal canto suo, produsse composizioni in cui un contrappunto fluido alternava fittamente consonanze e dissonanze con un suggestivo effetto di sospensione.
Alla fine del XVI secolo abbiamo la nascita del melodramma, ad opera della Camerata fiorentina: nei decenni successivi il genere sarà portato in auge soprattutto grazie a Claudio Monteverdi.

### Il Barocco e il sistema tonale

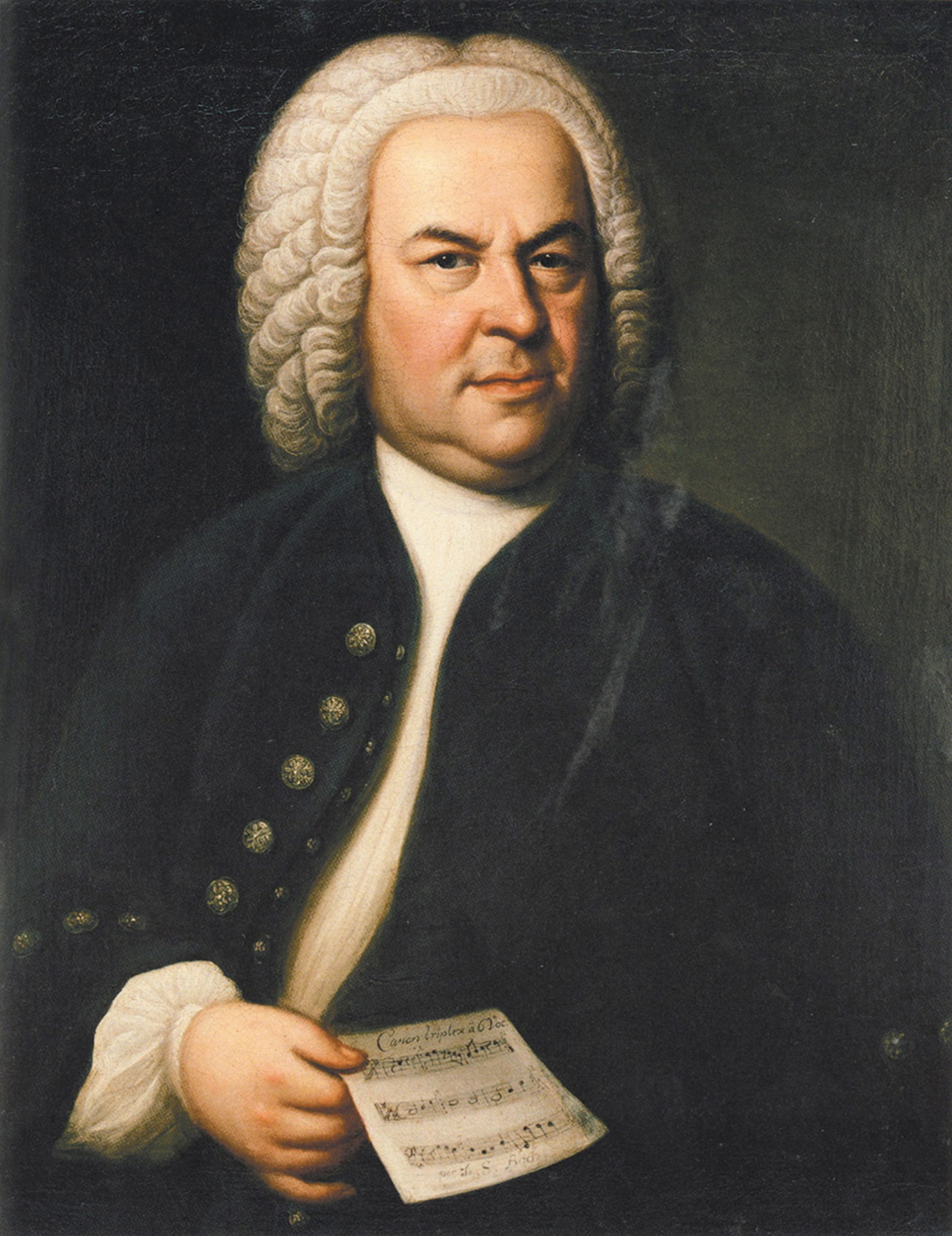
Johann Sebastian Bach.

Nel Seicento la musica strumentale in occidente divenne autonoma ed assunse una fisionomia delineata in generi come la sonata a solo, la sonata a tre, la suite, il concerto solistico e il concerto grosso. La musica occidentale si sviluppò con straordinaria rapidità attraverso i secoli successivi, anche perfezionando il suo sistema tonale: una pietra miliare è costituita dalle composizioni di Johann Sebastian Bach de Il clavicembalo ben temperato.
Nella prima metà del Settecento sorse la committenza indiretta, vale a dire la fruizione dell'arte da parte di un pubblico pagante.

### Il classicismo e la musica romantica

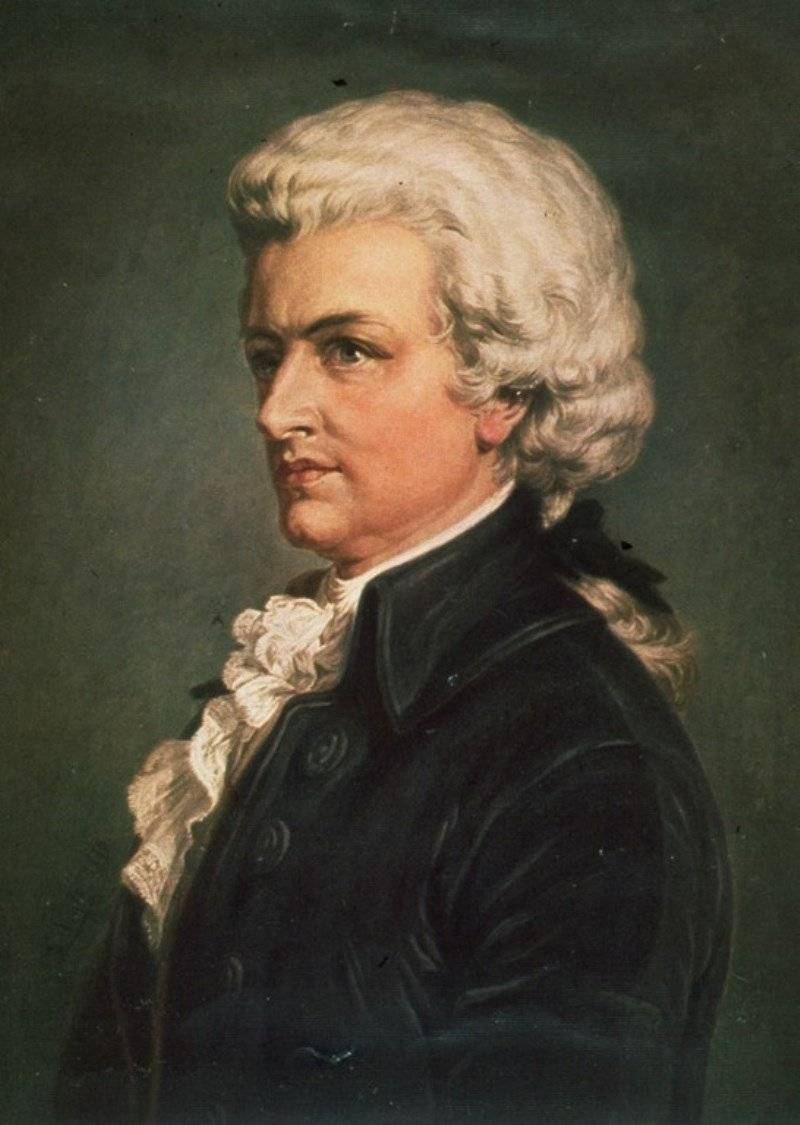
Wolfgang Amadeus Mozart.

Nel secolo d'oro della musica classica occidentale, gli anni che vanno dal 1750 al 1850, essa si esprime in forme sempre più ricche ed elaborate, sia in campo strumentale (uno straordinario sviluppo ebbe la forma della sinfonia) che in campo operistico, sfruttando sempre più estesamente le possibilità espressive fornite dal sistema armonico e tonale costruito nei secoli passati.
Durante questo periodo, per la prima volta, si manifestò un sentimento storico dell'esperienza musicale; la musica acquisì una coscienza storica al pari delle altre arti grazie agli studi e le pubblicazioni che riguardarono il passato; fra i trattatisti notevoli, ricordiamo il compositore ceco Antonín Reicha, autore d'un Trattato di Melodia, un Trattato di Armonia e un Nuovo Metodo per la Fuga, nonché di numerose (ma celebri) opere minori.
Questo nuovo fenomeno consentì di creare una saldatura tra il presente ed il passato e di dare continuità al percorso evolutivo musicale.
Nel seconda metà del XVIII secolo, nel periodo del classicismo, vi fu la grande presenza di Wolfgang Amadeus Mozart, uno dei massimi protagonisti della storia musicale: grazie a lui l'evoluzione della musica poggiò su dei grandi pilastri, che si estesero in tutti i generi, nella sinfonia, nell'opera, nella musica da camera e nella serenata, e che rappresentò il legame tra la musica del Settecento e quella romantica del XIX secolo.

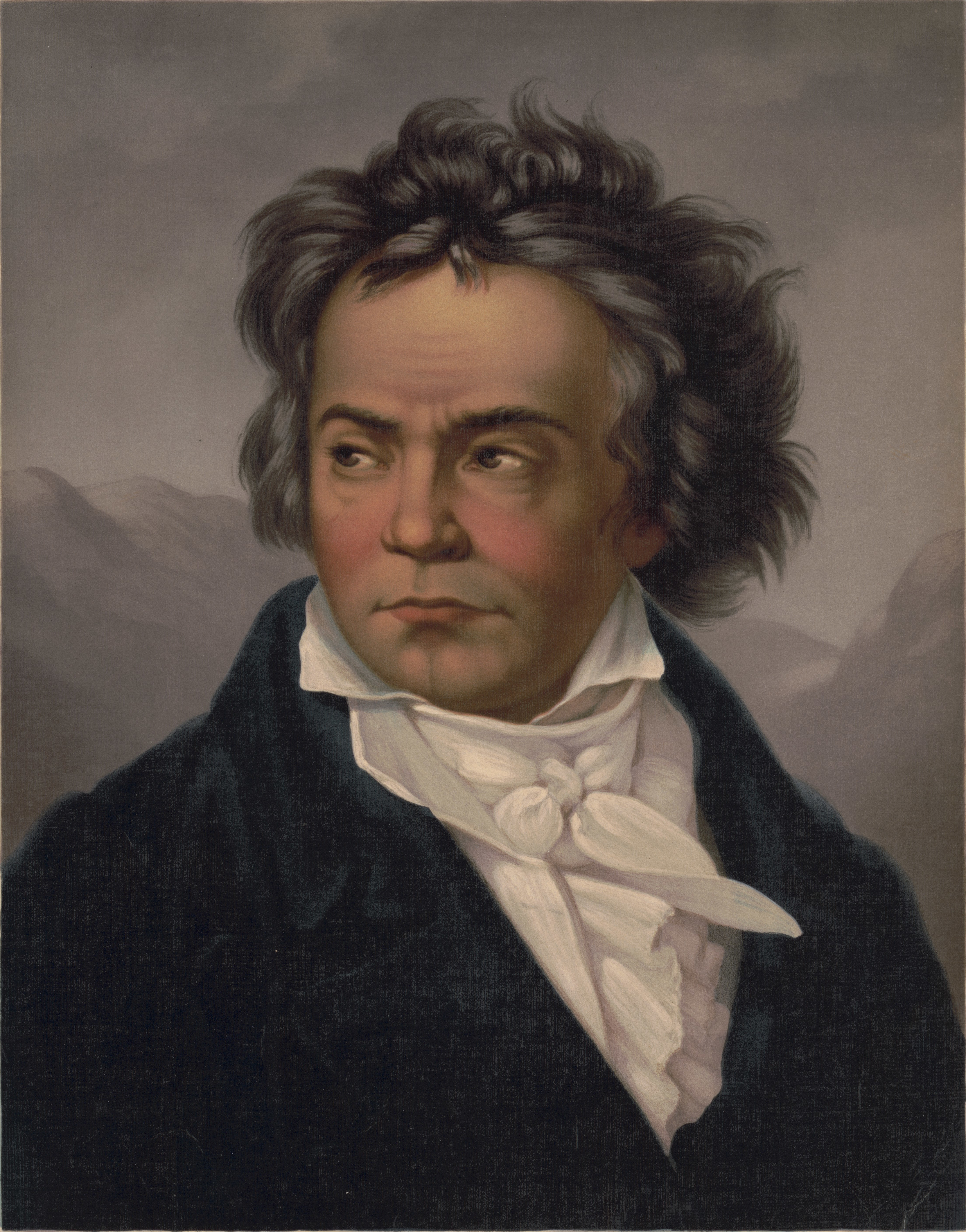
Ludwig van Beethoven.

Agli inizi del XIX secolo dominò la figura di Ludwig van Beethoven, che prese le mosse dall'eredità di Mozart e dei compositori classici coevi per arrivare a trasfigurare le forme musicali canoniche, soprattutto la sinfonia, il concerto, il quartetto d'archi e la sonata, creando al contempo il concetto di musica assoluta, cioè svincolata dalle funzioni sociali cui era stata fino ad allora subordinata. Con Beethoven si assistette alla nascita della figura del compositore/artista, contrapposta a quella, in precedenza prevalente, del musicista/artigiano. Le nove sinfonie di Beethoven ebbero tale risonanza da promuovere la forma della sinfonia come la regina tra le forme musicali, al punto che molti dei musicisti venuti dopo di lui temevano di misurarsi con essa. In seguito, oltre a lui, artisti come Johannes Brahms, Anton Bruckner e Gustav Mahler ottennero grandi risultati specialmente in campo sinfonico, per questo si parla di "Stagione del grande sinfonismo tedesco".
In Beethoven si trovano le prime manifestazioni del romanticismo musicale, molti protagonisti del quale furono di area germanica e austriaca, come Weber, Schubert, Mendelssohn, Schumann. In Francia operano invece Berlioz e il polacco Chopin che in molte sue composizioni inserì innovazioni armoniche che facevano già presagire l'Impressionismo.
La tradizione operistica italiana, che ha come protagonisti protagonisti Rossini, Bellini, Donizetti, Verdi e, a cavallo del secolo seguente, Puccini, continua ad esaltare il ruolo del canto che, sciolto dall'eloquenza dell'opera settecentesca, diviene momento lirico, pura espressione dell'anima, ma che, nel corso del secolo, assorbe progressivamente aspetti dell'opera francese
Con Richard Wagner vennero introdotte nuove sonorità con passaggi armonici innovativi e un esasperato cromatismo che misero in crisi il sistema tonale tradizionale.

### La musica moderna e contemporanea
Queste innovazioni in campo tonale vennero radicalmente modificati dalla musica del XX secolo, che esplorò le nuove forme dell'atonalità. Con questa tecnica il singolo compositore definì autonomamente le regole per la realizzazione del brano, dando maggiore importanza all'effetto prodotto dai suoni piuttosto che alla loro appartenenza ad un assegnato sistema tonale: per apprezzare un brano di musica composto secondo questi canoni, però, il solo ascolto non è sufficiente, ma deve essere integrato da un attento studio dello spartito.

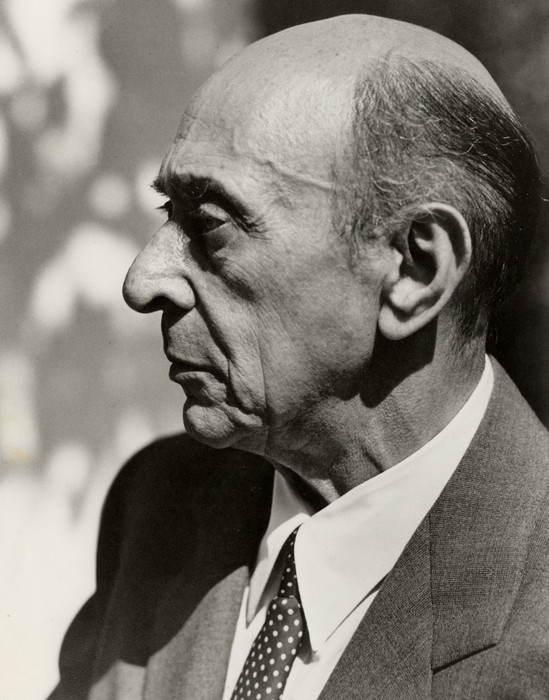
Arnold Schönberg

In particolare, nel secondo decennio Arnold Schönberg, assieme agli allievi, tra cui ricordiamo Alban Berg e Anton Webern, giunse a delineare un nuovo sistema, la dodecafonia, basato su serie di 12 note. Alcuni ritennero questo l'inizio della musica contemporanea, spesso identificata con la musica d'avanguardia: altri dissentirono vivamente, cercando altre strade. Il concetto di serie, inizialmente legato ai soli intervalli musicali, si svilupperà nel corso del secondo Novecento sino a coinvolgere tutti i parametri del suono. Fu questa la fase del serialismo, il cui vertice fu raggiunto negli anni cinquanta con musicisti come Pierre Boulez e John Cage.
Altri musicisti - fra cui anche Béla Bartók e Maurice Ravel - scelsero di cercare nuova ispirazione nelle tradizioni folkloriche e nella musica extraeuropea, mantenendo un legame con il sistema tonale, ma innovandone profondamente l'organizzazione e sperimentando nuove scale, ritmi e timbri. Igor' Fëdorovič Stravinskij dopo un primo periodo di ispirazione russa, si accostò al Neoclassicismo e quindi alla musica seriale.
A causa della larga gamma di definizioni, lo studio della musica è effettuato in una grande varietà di forme e metodi: lo studio del suono e delle vibrazioni (detto acustica), lo studio della teoria musicale, lo studio pratico, la musicologia, l'etnomusicologia, lo studio della storia della musica.

### Canto e musica nella tradizione folclorica
Con musica popolare o musica folk (letteralmente musica del/dal popolo) e canto popolare si indicano quei generi musicali che affondano le proprie radici nelle tradizioni di una determinata etnia, popolazione, ambito geografico o culturale.
Questo concetto deve essere distinto da quello di musica pop legato a quello di canzone popolare. La musica, ma soprattutto il Canto popolare risveglia all'orecchio degli appassionati di etnomusicologia un interesse particolare. Questa musica nasce insieme alla civiltà umana e con essa si sviluppa nel corso dei secoli tramandata di generazione in generazione oralmente.

### La canzone popolare
Diverso dal concetto folklorico di canto popolare, ma da esso originata, la canzone attraverso i suoi interpreti raccontò, a partire dalla seconda metà dell'Ottocento, la storia, le vicende, e le trasformazioni delle città italiane e straniere. Si diffuse nei salotti borghesi dove si organizzavano incontri di società; questa volta come dice lo slogan <non sono canzoni del popolo ma sono per il popolo> tale slogan esemplificò la matrice del successo generalizzato ottenuto grazie allo sviluppo di tematiche vicine ai sentimenti comuni.
Spesso si trattò di canzoni dialettali che parteciparono a festival come quello celeberrimo di Piedigrotta e che rapidamente trascesero le frontiere dei vari stati e le incomprensioni linguistiche.
Con l'introduzione di rapporti innovativi tra gli autori e gli editori, con una gestione regolamentata internazionalmente dei diritti degli autori e con la prospettiva di poter usufruire di un pubblico sempre più vasto, gli uffici della Siae dell'epoca vennero presi d'assalto da un nugolo di nuovi autori, di tutte le estrazioni sociali e culturali.

### Jazz e Blues

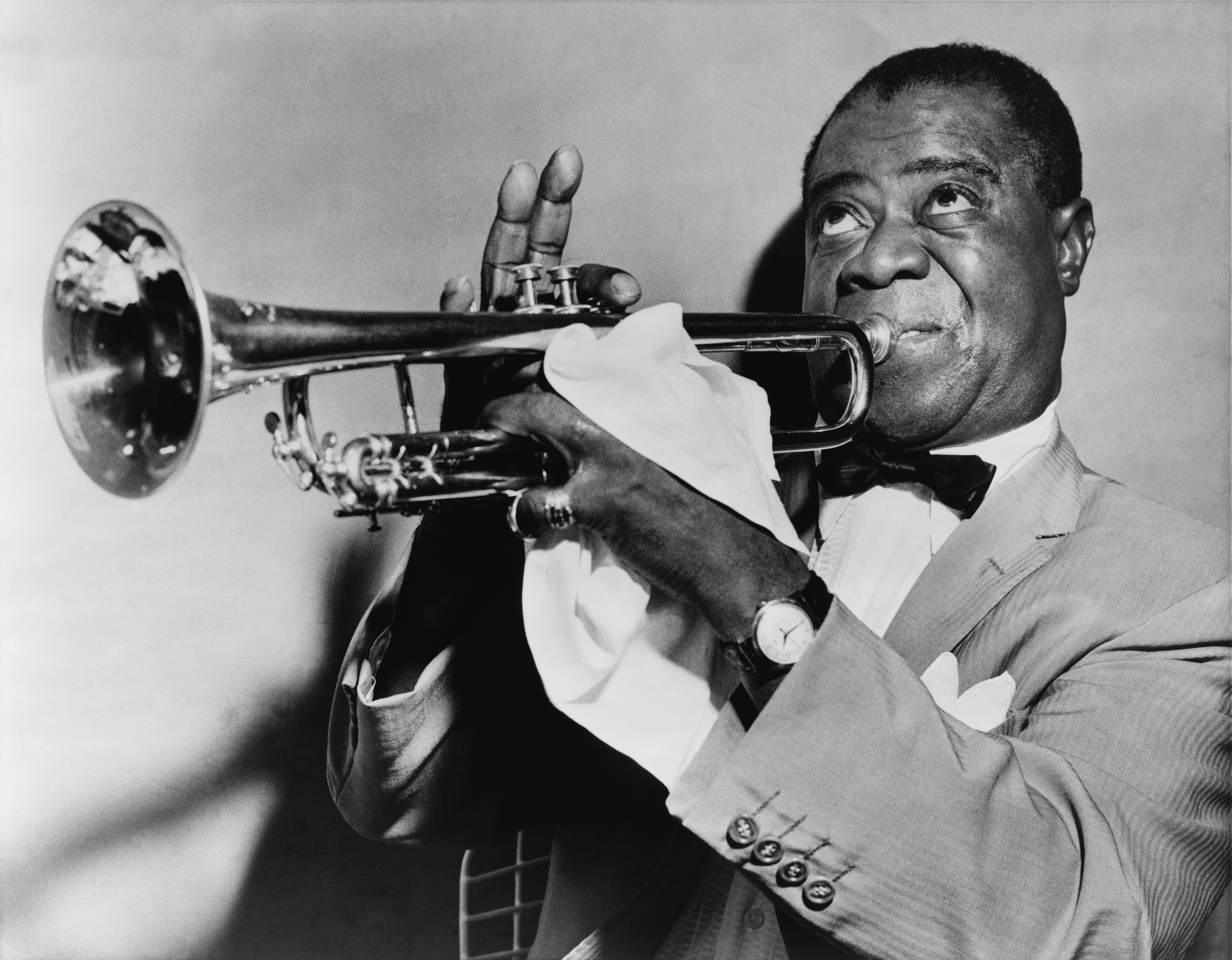
Louis Armstrong.

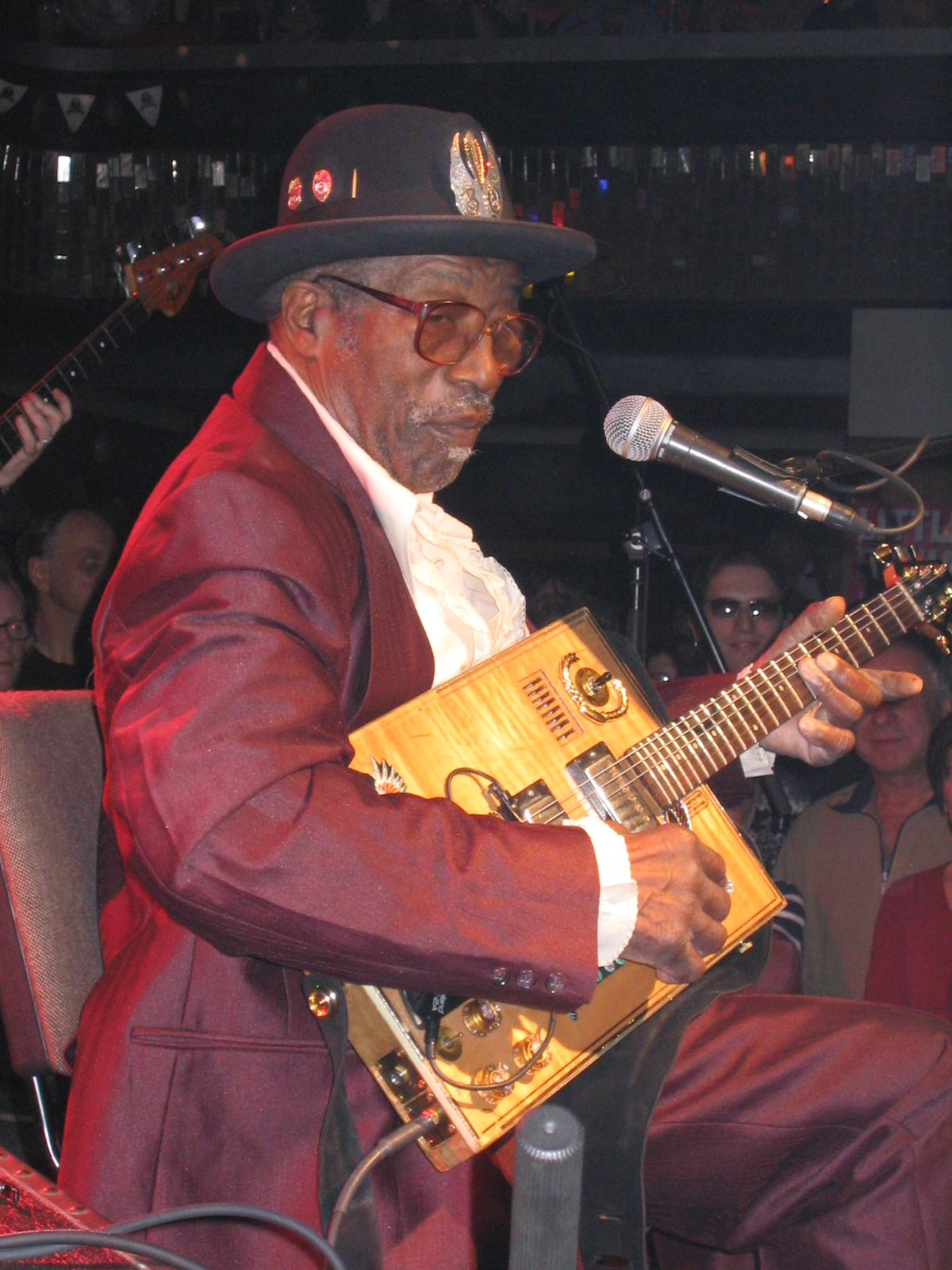
Bo Diddley.

All'inizio del 1900, negli Stati Uniti d'America, iniziarono a diffondersi tra la popolazione urbana diversi generi musicali derivati dalle tradizioni popolari degli africani portati come schiavi sul continente, e dalle loro contaminazioni con le tradizioni musicali bianche.
Nacquero e acquisirono notorietà in questo modo il ragtime, il blues urbano (derivato dal cosiddetto blues primitivo che veniva cantato nelle campagne), e da ultimo, il jazz, che combinava la musica bandistica e da parata, che veniva suonata soprattutto a New Orleans, con forti dosi d'improvvisazione e con particolari caratteristiche ritmiche e stilistiche.
L'invenzione del fonografo e della radio, permise una diffusione senza precedenti di questi nuovi generi musicali, che erano spesso interpretati da musicisti autodidatti molto più legati ad una tradizione musicale orale che non alla letteratura musicale. Le origini non europee degli interpreti, e il citato ricorso all'improvvisazione, contribuirono a creare musiche di grande freschezza e vitalità. Al contrario di quello che era successo tante volte nella storia della musica, la tecnologia offriva ora a un genere musicale popolare, fondato più sulla pratica che sulla scrittura, di essere diffuso e tramandato.

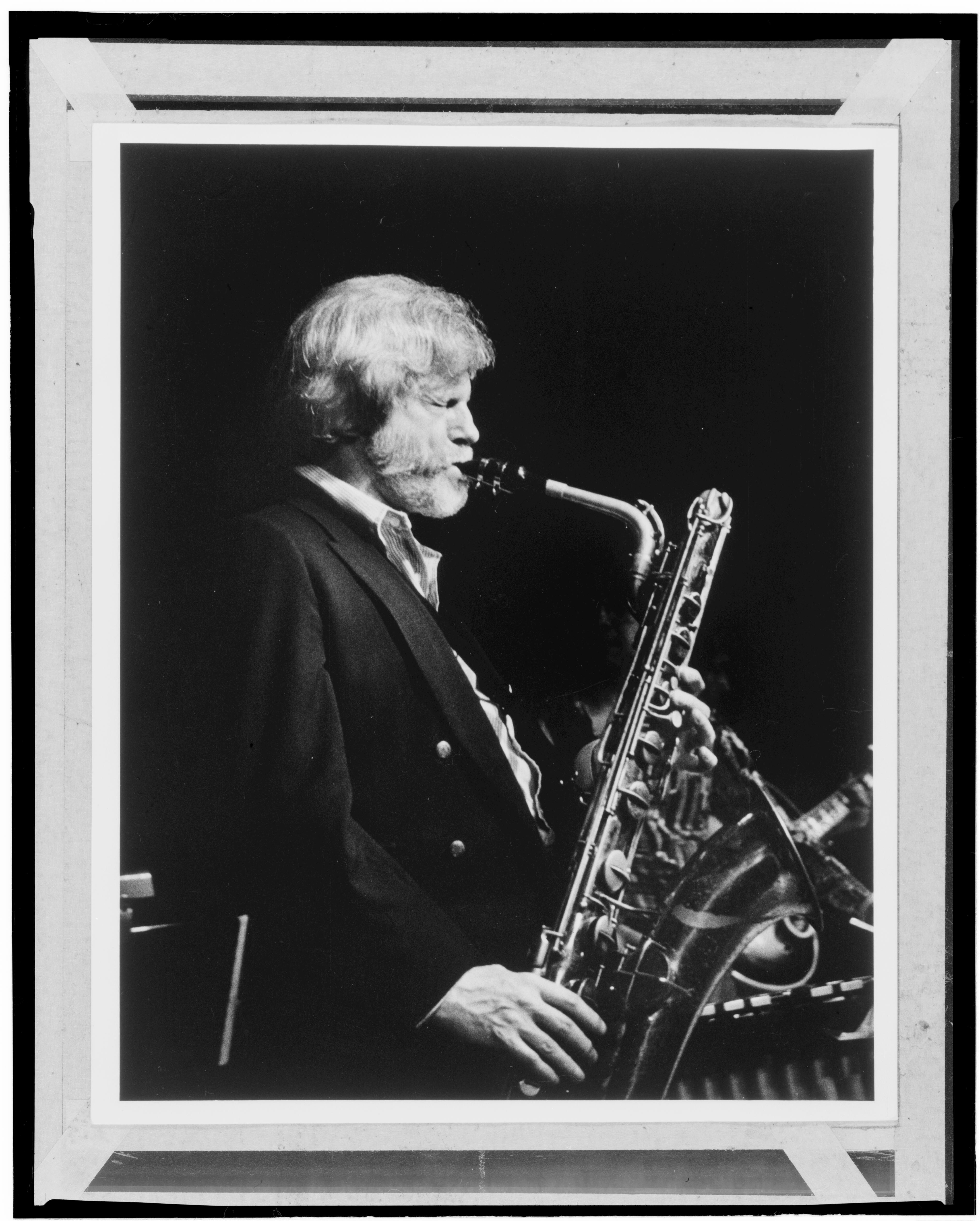
Gerry Mulligan, tra le figure più rappresentative del Cool jazz

La musica jazz continuò a svilupparsi per tutto il XX secolo, diventando prima musica di larghissimo consumo durante gli anni venti/anni trenta (detti gli anni dello swing), intrecciandosi con altri generi per dare vita a forme di espressione musicale ancora diverse ed evolvendosi poi gradatamente in una "musica per musicisti" e per appassionati, espandendosi fuori dall'America e trovando seguaci prima in Europa (dove fu spesso apprezzata più che nel sua terra d'origine) e poi in tutto il mondo, e diventando uno dei contributi musicali più importanti del Nuovo Continente.
La musica Jazz si può considerare come un nuovo varco verso altri mondi musicali: un genere che, partendo da un substrato che comprendeva le forme popolari del blues, degli spiritual, del gospel, del dixieland, incorporando via via altre forme di musica nera (come il ragtime degli anni venti) arrivò ad utilizzare una base di standard usati come punto di partenza per modificarne di continuo ogni modulo armonico, melodico, e ritmico.
La musica jazz, con le varie influenze che ne sono derivate, è stata definita colta, anche grazie all'avvicinamento e all'approfondimento della musica classica. Lo stesso non può dirsi per il blues iniziale. Il passaggio di qualità è probabilmente attribuibile a George Gershwin, musicista di grande valore, figlio di emigranti russi, morto giovanissimo ma che ebbe dei maestri importanti e fu ispirato da autori come Debussy e Ravel. La sua produzione è incredibilmente vasta, con notevole esposieione delle opere definite minori (circa 700), utilizzate anche ora come standard inesauribili. Da ricordare che lo stesso Debussy venne influenzato dal jazz, in particolare dal Cakewalk, come si può ben rilevare ne Le petit nègre e nell'ultimo brano della suite Children's Corner, Golliwogg's Cakewalk, una delle sue più celebri pagine per pianoforte.

### La popular music del XX secolo

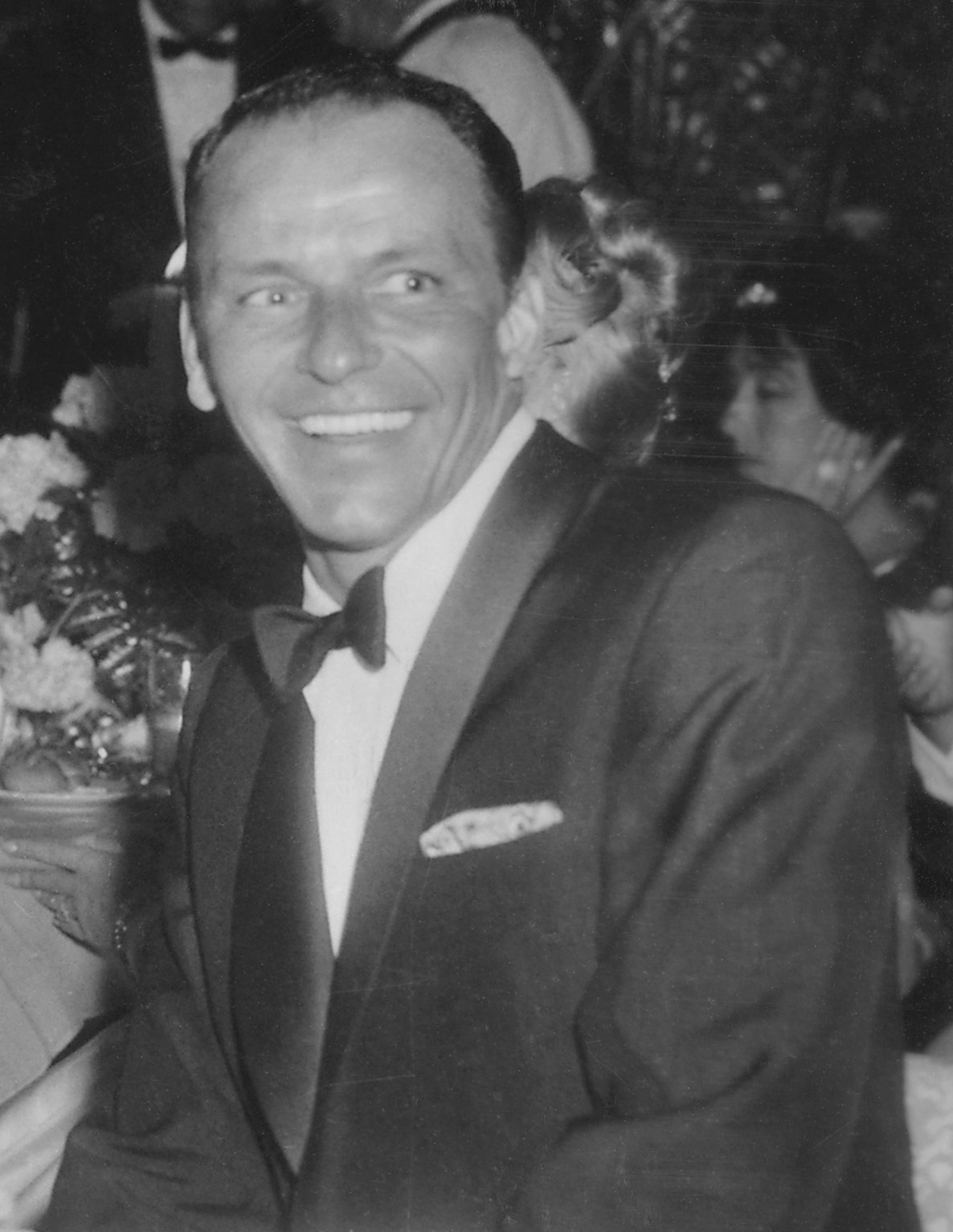
Frank Sinatra.

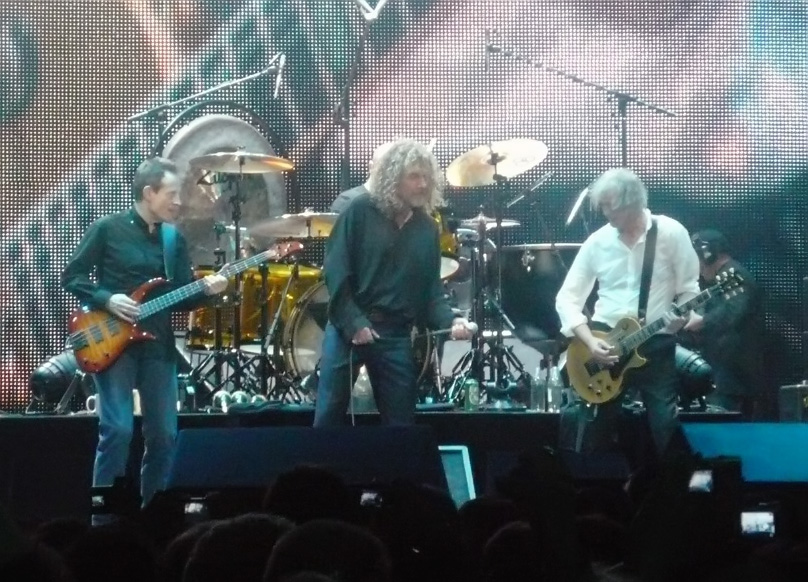
Led Zeppelin.

All'inizio del XX secolo la musica occidentale cambiò profondamente, e fu scossa fin dalle fondamenta. Non solo, ma cambiarono anche, grazie alle invenzioni relativamente recenti della radio e del fonografo, i modi e i tempi di ascolto della musica stessa, prima limitati a concerti in locali appositamente adibiti, come teatri, locali, club o case private. Da una parte iniziò a crearsi un pubblico potenziale più vasto e meno acculturato, che apprezzava strutture melodiche e armoniche più semplici, dall'altra mai come in questo periodo storico fu facile, per chi volesse suonare, procurarsi uno strumento e imparare a usarlo.
A questo si deve aggiungere una seconda rivoluzione, anche questa tecnologica: l'invenzione dell'altoparlante e dell'amplificazione audio, che permise di far suonare assieme strumenti che non potrebbero farlo altrimenti (come per esempio una chitarra, una batteria di tamburi e un pianoforte), perché il suono di alcuni di essi prevaricherebbe completamente gli altri.
Queste nuove possibilità tecniche crearono l'occasione per nuovi veicoli espressivi che la musica colta tardò a cogliere e che la nuova musica popolare non ebbe alcun problema ad adottare, creando, tra il 1920 fino al 1980 e in misura minore negli anni successivi, una grande fioritura di nuovi stili e generi (quali jazz, blues, rock, soul, pop, funky, metal e fusion, ognuno dei quali si è suddiviso in ulteriori sottogeneri). In ambito pop nacquero personaggi che diventano autentici fenomeni mediatici raggiungendo una popolarità senza precedenti.
Altro genere popolare sorto nel XX secolo è stato il rock, dizione abbreviata di "rock and roll" o "rock'n'roll" (da quando si affermò questa espressione abbreviata si svilupparono vari sottogeneri che enfatizzavano gli aspetti più aggressivi del rock'n'roll e la parola rock si iniziò a leggere come "roccia", specie riferendosi all'Hard Rock). Il rock'n'roll nacque negli anni cinquanta come musica da ballare, derivata dal boogie-woogie, ballo afro-americano del dopo guerra (che si potrebbe tradurre con "ondeggia e ruota"). Quando rock e rock'n'roll si differenziarono, la seconda espressione venne intesa come forma originaria di questo genere di musica. Storicamente un gruppo, o una band è formata da una voce, una o più chitarre, il basso e la batteria, in alcuni casi con l'inserimento di altri strumenti (ad esempio pianoforte o sassofono).
Negli anni sessanta, soprattutto in Inghilterra, si formarono gruppi come The Who, Pink Floyd, Led Zeppelin, Deep Purple, King Crimson e Soft Machine pronti a spaziare e a raggiungere nuove strutture musicalmente più complesse rispetto a quelle del rock primitivo, traendo spesso ispirazione dalla musica classica e dal jazz, per iniziare a dare vita a una rivoluzione. In questa rivoluzione fu coinvolta anche la tecnologia, che con il sintetizzatore, il moog, il mellotron iniziò a dare vita nella metà degli anni sessanta al genere progressive. Alla fine degli anni settanta nacque un nuovo stile musicale che azzerò completamente il progressive, il punk, che vide il ritorno a sonorità hard e violente spinte a volte verso estremismi anti-musicali e legate a tematiche di contestazione politica.
Negli anni ottanta le due correnti principali del rock erano il punk e le sue propaggini (Post-punk, Hardcore punk, New wave, No Wave, Industrial ecc.) e il Metal (un'evoluzione particolarmente pesante dell'hard rock, più elaborata del punk dal punto di vista musicale). I primi anni novanta videro l'esplosione del fenomeno Grunge che riportò per qualche tempo il rock all'attenzione delle masse popolari. Il gruppo più rappresentativo di questo genere furono i Nirvana, che con Il loro secondo album Nevermind portarono il grunge nel mainstream rimanendoci fino alla fine degli anni novanta. Nella seconda metà degli anni novanta la ripresa di istanze progressive, filtrate dall'esperienza punk, diedero vita a quello che sarà poi definito Post-rock. All'interno dell'universo post-rock può essere incluso il Math rock (una forma particolarmente fredda, complessa ed anti-melodica di rock) e certe forme di neopsichedelia (si veda Roy Montgomery e la scena Neozelandese). Altra corrente che si sviluppa nel corso del decennio è lo Stoner rock, mentre il metal si avvia ai suoi sviluppi più estremi e parossistici: Death metal, Black metal, Doom metal, Power metal, Thrash metal e Speed metal si allontanano nettamente dagli schemi della canzone hard rock/heavy metal tendendo anch'essi a rivolgersi a nicchie di pubblico più ristrette, mentre le tematiche diventano sempre più oscure e decadenti (si vedano le suggestioni esoteriche ed anti-moderne di certo Black metal, passato all'attenzione dei media nei primi anni novanta anche per gli atteggiamenti estremamente provocatori e violenti di alcune band). Parallelamente, la musica nera troverà il suo nuovo genere di riferimento nell'hip hop, mentre quella latina, da sempre orientata alla musica da ballo, vedrà l'origine del genere del reggaeton.
Con l'avvento del III millennio, cambia la modalità di fruizione della musica. Tramonta l'epoca dei supporti fonografici, che avevano fatto la fortuna dell'industria discografica nel XX secolo, e la musica è sempre più distribuita attraverso internet e fruita attraverso nuovi media come i lettori MP3.

## Generi musicali
I generi musicali sono categorie entro le quali vengono raggruppate, indipendentemente dalla loro forma, composizioni musicali aventi caratteristiche generali comuni, quali l'organico strumentale, il destinatario e il contesto in cui sono eseguite.
Il grado di omogeneità formale e stilistica di tali raggruppamenti è molto variabile e diviene addirittura nullo nel caso di generi con alle spalle una lunga storia, quali la musica sinfonica o l'opera lirica. La loro identità si fonda piuttosto sul contesto sociale e ambientale a cui le composizioni sono destinate (il teatro, la sala da concerto, la discoteca, la strada, la sala da ballo, la chiesa, il salotto) e sulle diverse modalità con cui la musica si coniuga di volta in volta ad altre forme di spettacolo, arte o letteratura, quali la danza, il teatro, l'immagine, la poesia, il racconto.

## Strumenti musicali
Uno strumento musicale è un oggetto che è stato costruito o modificato con lo scopo di produrre della musica. In principio, qualsiasi cosa producesse suoni, poteva essere usato come strumento musicale, ma questo termine definisce solo gli oggetti che hanno il suddetto scopo.
Gli strumenti musicali si possono suddividere secondo la classificazione Hornbostel-Sachs in cinque famiglie, l'ultima delle quali aggiunta solo in seguito:
1. Idiofoni: il suono è prodotto dalla vibrazione del corpo dello strumento stesso, sollecitato in vari modi, percuotendolo, pizzicandolo, strofinandolo, sfregandolo, muovendolo o deformandolo per mezzo di pressioni o soffi d'aria.
2. Membranofoni: il suono è prodotto dalle vibrazioni di membrane tese, che possono essere sollecitate da azioni di percussione, sfregamento, pizzico, fin anche alle sollecitazioni dovute all'emissione della voce dell'esecutore (nel caso dei mirlitons).
3. Cordofoni: il suono è emesso dalla vibrazione di corde tese; le corde possono essere sollecitate dal pizzicarle, percuoterle, o dallo sfregarle con appositi archetti; ancora, corde tese esposte all'azione del vento che le lambisce, come nel caso delle arpe eoliche, induce in esse vibrazioni sonore.
4. Aerofoni: in essi è l'aria stessa che entra in vibrazione. L'aria può essere contenuta dallo strumento, come nel caso di tubi o globi, ma può anche circondare lo strumento che la colpisce ad alte velocità (frullo, frusta, lama affilata, rombo...).
5. Elettrofoni: il suono viene generato per mezzo di una circuitazione elettrica o per induzione elettromagnetica.

## Lo studio

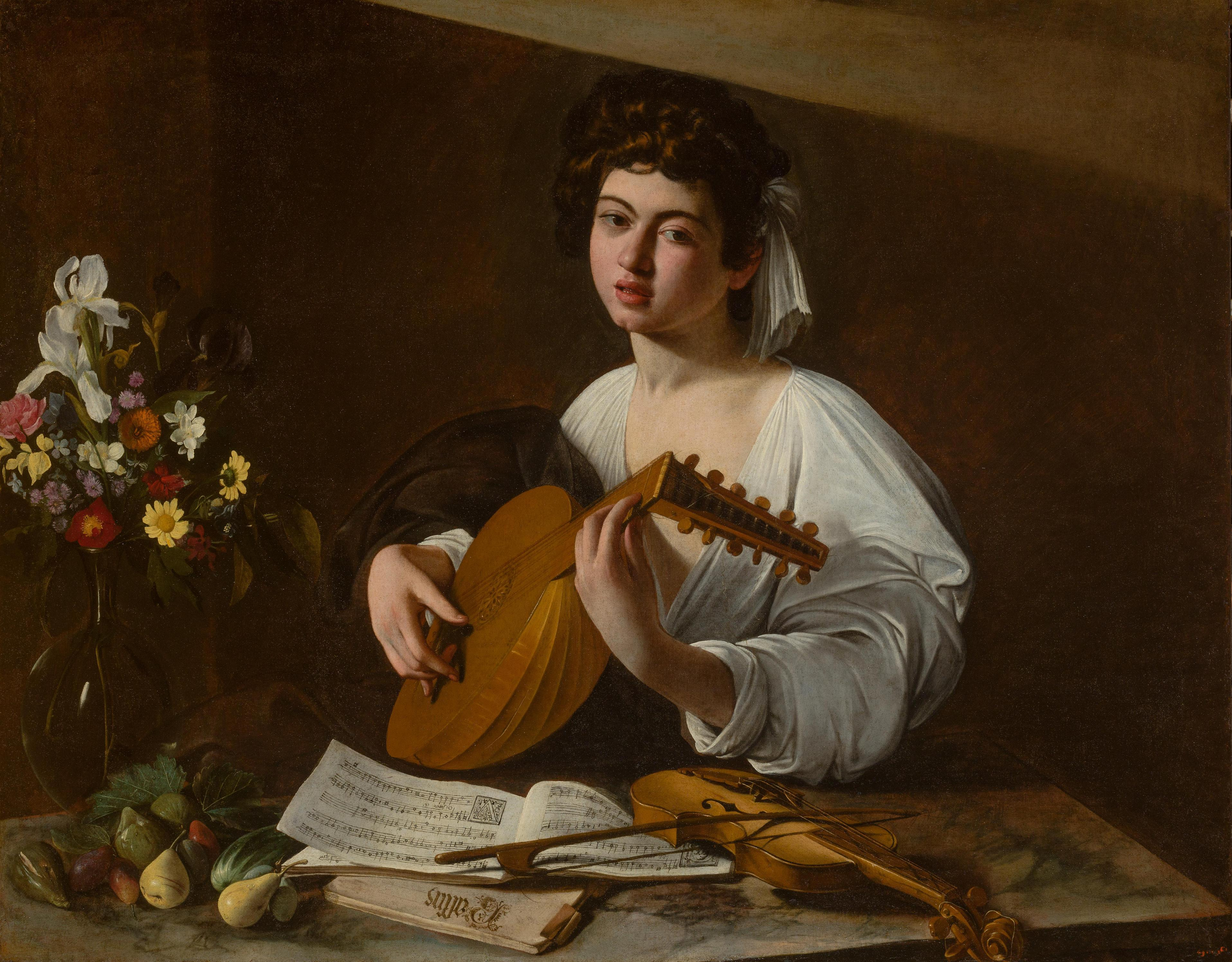
Caravaggio: Il suonatore di liuto.

Le nozioni ed i concetti sono riassumibili nella teoria musicale, che è un insieme di metodi per analizzare, classificare e comporre la musica e i suoi elementi. Essa, ad esempio, tratta la "grammatica" della musica, cioè il pentagramma, le chiavi musicali e in generale il modo di scrivere (semiografia) la musica. Pertanto, può essere definita come la descrizione in parole degli elementi della musica, e delle relazioni tra la semiografia (o comunemente detta: notazione musicale) e la sua esecuzione.
Lo studio accademico della musica è chiamato musicologia, mentre i problemi filosofici legati alla musica sono analizzati dalla filosofia della musica.

### Termini comuni
La terminologia musicale è molto ampia.
I termini usati per parlare di un particolare brano musicale includono:
- la nota che è il simbolo utilizzato per indicare una specifica intonazione (ed anche il suono stesso);
- la melodia che è una successione di suoni percepita come un percorso coerente;
- l'accordo nella musica tonale che è il risultato della combinazione simultanea di più suoni, sottoposta a vincoli e regole tradizionali;
- l'armonia che è lo studio della classificazione e delle concatenazioni di accordi;
- il contrappunto, dal lat. punctum contra punctum, punto contro punto, nota contro nota, è la simultanea organizzazione di differenti melodie;
- il ritmo che è l'organizzazione dalla metrica (pause, note, durate,..) in un brano;
- il tempo, che determina la durata di ogni battuta in unità musicali;
- gli armonici, ovvero l'insieme delle note che, unite, compongono una stessa nota (come l'ottava, la quinta, la terza, ecc..). Gli armonici possono essere naturali o artificiali, a seconda di come vengono ottenuti mediante lo strumento.
- il timbro è la caratteristica che differenzia ogni strumento, e dipende dalla forma dell'onda sonora prodotta dallo stesso. Solo nel Romanticismo si cominciarono ad intuire ed utilizzare le diverse potenzialità espressive di ogni strumento, le quali dipendono appunto dal timbro;
- la pausa è l'intervallo che si interpone tra una nota ed un'altra.

## Le figure principali

### Musicisti

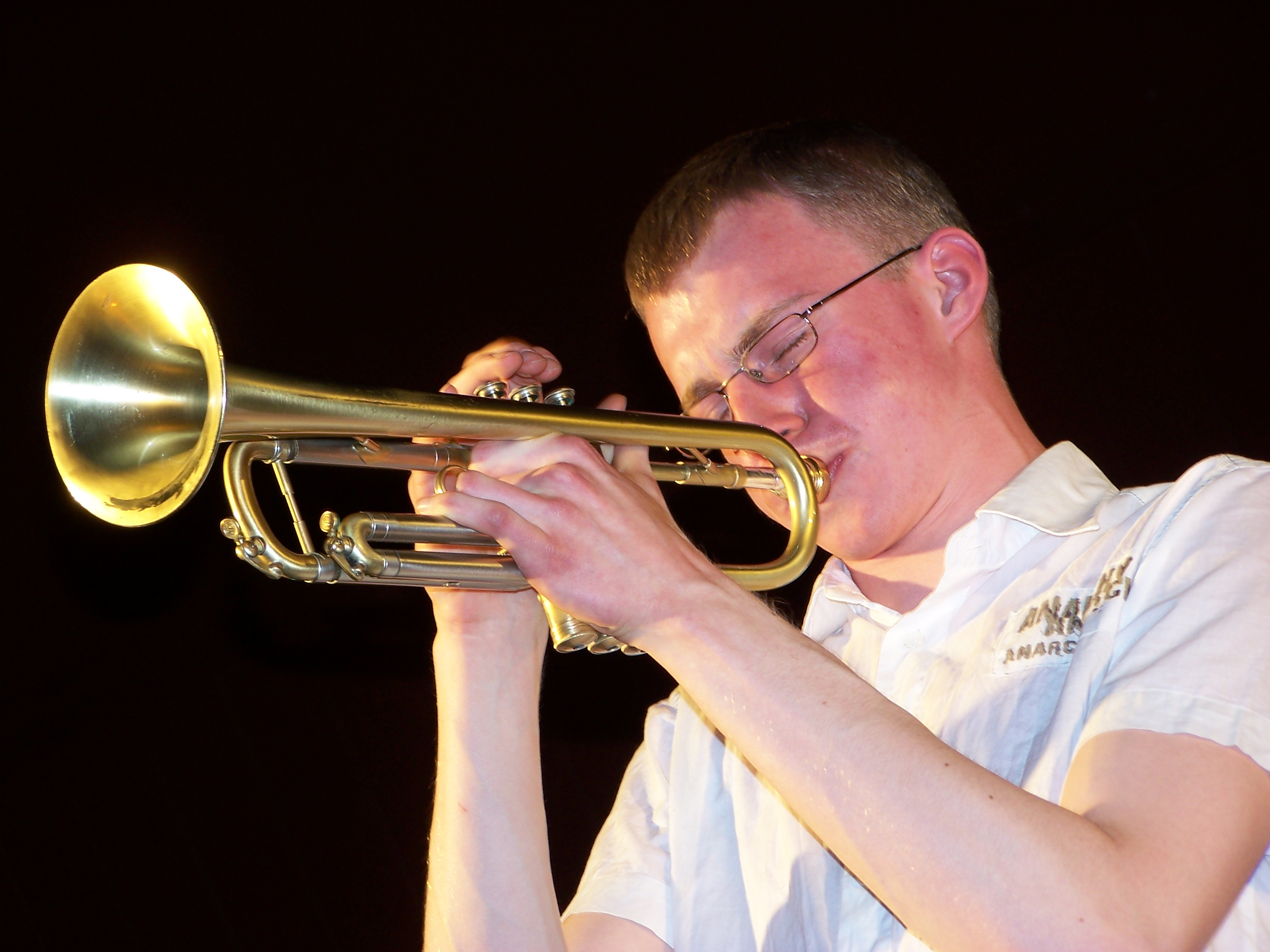
Immagine di un trombettista.

Un musicista è una persona che esegue o che compone musica per professione. Si possono classificare secondo questo schema, che li suddivide in base al loro ruolo nella categoria professionale:
- L'arrangiatore modifica una canzone secondo le esigenze di spettacolo.
- Il cantante usa la propria voce nei brani musicali.
- Il cantautore scrive le canzoni e le esegue con la propria voce, insieme ad altri musicisti, utilizzando talvolta un proprio strumento di accompagnamento.
- Il compositore crea la musica e trascrive dalla partitura le parti che i musicisti suoneranno.
- Il direttore d'orchestra coordina gli elementi di una orchestra.
- Il direttore di coro coordina gli elementi di un coro.
- Lo strumentista suona uno strumento musicale del quale è un profondo conoscitore.

### Direttori d'orchestra
Il direttore d'orchestra, spesso chiamato anche maestro d'orchestra , è la figura di riferimento in un coro, un'orchestra o in generale in un gruppo di musicisti.
La sua direzione è innanzitutto di aiuto per la coordinazione dei musicisti fra loro, indicando il tempo, i diversi ingressi e le dinamiche. Egli inoltre chiarisce a cantanti, Solisti e strumentisti il contenuto e l'impostazione generale del componimento musicale.
Le sue funzioni sono anche quelle di guidare le prove e prendere tutte le decisioni necessarie da un punto di vista musicale, interpretando l'opera musicale. In assenza di un comitato artistico, il direttore sceglie anche il repertorio da eseguire. Il ruolo del direttore, come lo conosciamo oggi, si è formato intorno al XIX secolo.

### Compositori
Un compositore è un artista che crea opere musicali, dette composizioni musicali. Il termine perciò è usato indipendentemente dal genere o stile musicale e indica una persona che costruisce con i suoni un risultato (oggetto sonoro) destinato ad essere ascoltato.
La composizione, al fine di poterne agevolare la riproduzione,  è generalmente trascritta su uno spartito tramite un sistema di simboli chiamato notazione musicale, che appunto utilizza le cosiddette note musicali: l'opera del compositore è eseguita dagli interpreti (musicisti, cantanti), ma, ovviamente, può essere eseguita anche dall'autore stesso.
Il mestiere del compositore non è una professione protetta. Anche autodidatti si possono chiamare in questo modo, ma gli studi di composizione si eseguono in Italia presso i Conservatori.

## Il rapporto col canto
(Khalil Gibran)

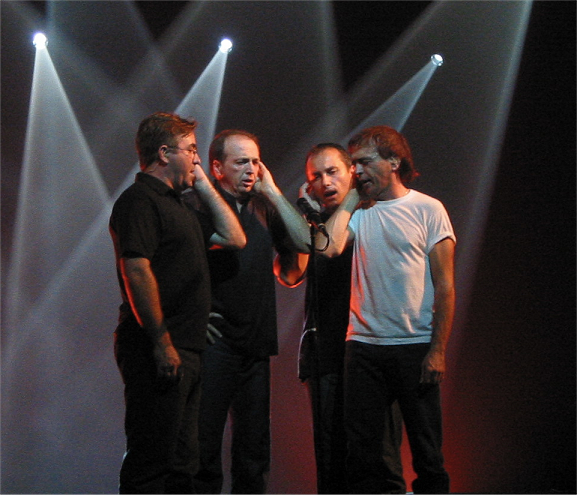
Coristi.

Il canto è la produzione di suoni musicali mediante la voce, ovvero l'uso della voce umana come strumento musicale.
Un gruppo musicale composto principalmente da cantanti (che in questo caso si dicono più propriamente "cantori") viene definito coro; quando il coro esegue musica senza accompagnamento strumentale si parla di canto a cappella.

### Tipi di emissione
La voce umana nasce dalla vibrazione delle due corde vocali in adduzione tra loro dovuta al flusso creato dall'aria espirata dai polmoni. Nell'uso canoro il suono della voce è caratterizzato dalle risonanze della trachea, della faringe e della bocca, ed eventualmente delle altre cavità (seni) facciali e craniali; i timbri vocali che si ottengono dipendono anche dal meccanismo di produzione della voce.
A seconda del modo in cui la voce viene prodotta si possono distinguere tre tipi di emissione: la voce ingolata, la voce impostata e il falsetto.

### Tecnica del canto
La tecnica del canto è quell'insieme di accorgimenti, appresi con l'allenamento e lo studio, necessari ai cantanti professionisti per evitare gravi danni alla laringe e alle corde vocali e per ottenere una voce timbricamente gradevole, potente e con un'ampia gamma cantabile, cioè una estensione dalla nota più bassa alla più alta in cui il timbro è omogeneo e l'intonazione è corretta e stabile.
Tutti, più o meno, possono cantare una canzone. Molti di meno invece riescono a cantare più canzoni di seguito, anche semplici: dopo qualche minuto un cantante improvvisato comincia a sentire mal di gola, e la sua voce comincia a farsi roca e sfiatata: se nonostante tutto continua a cantare, di lì a poco si ritrova afono, e corre il rischio di procurarsi un edema alle corde vocali.
Questo accade perché, istintivamente, il cantore di cui sopra usa la sua voce come se parlasse. Ma l'uso della voce che si fa normalmente, sebbene sufficiente allo scopo di parlare, impone alle corde vocali delle sollecitazioni troppo forti nel caso del canto: per poter cantare per ore senza danni, senza sforzo e con una voce sempre gradevole, il cantante deve reimparare ad usare la sua voce in modo nuovo, attraverso lo studio, l'allenamento e l'autoosservazione.

### Coro

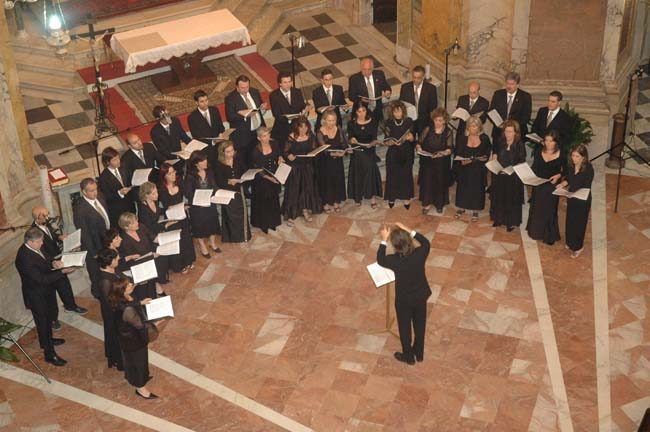
Coro polifonico Vox Cordis

Il coro è un insieme di persone che, sotto la guida di un direttore, si esprime artisticamente attraverso il canto. I suoi componenti sono detti cantori (o coristi). Il termine coro può denominare, in modo generico, anche una composizione musicale scritta per tale organico.

### La musica corale
Per musica corale si intende l'insieme delle discipline artistiche (composizione, esecuzione, direzione ecc.) che riguardano quell'importantissimo "strumento musicale" che si chiama coro.

## Opera lirica

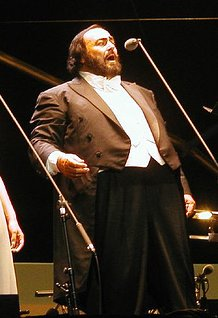
Luciano Pavarotti

L'opera lirica è uno dei generi teatrali nonché musicali in cui l'azione scenica è abbinata alla musica e al canto. Tra i numerosi sinonimi, più o meno appropriati, basti ricordare il melodramma e le opere in musica.
Oggetto della rappresentazione è un'azione drammatica presentata, come nel teatro di prosa, con l'ausilio di scenografie, costumi e attraverso la recitazione. Il testo letterario che contiene il dialogo appositamente predisposto e le didascalie è chiamato libretto. I cantanti sono accompagnati da un complesso strumentale che può allargarsi fino a formare una grande orchestra sinfonica.
I suoi soggetti possono essere di vario tipo, cui corrispondono altrettanti sottogeneri: serio, buffo, giocoso, semiserio, farsesco.
L'opera lirica si articola convenzionalmente in vari "numeri musicali", che includono sia momenti d'assieme (duetti, terzetti, concertati, cori) che assoli (arie, ariosi, romanze, cavatine).
Fin dal suo primo apparire, l'opera accese appassionate dispute tra gli intellettuali, tese a stabilire se l'elemento più importante fosse la musica o il testo poetico.
In realtà oggi il successo di un'opera deriva - secondo un criterio comunemente accettato - da un insieme di fattori alla cui base, oltre alla qualità della musica (che dovrebbe andare incontro al gusto prevalente ma che talvolta presenta tratti di forte innovazione), vi è l'efficacia drammaturgica del libretto e di tutti gli elementi di cui si compone lo spettacolo teatrale.
Un'importanza fondamentale rivestono dunque anche la messinscena (scenografia, regia, costumi ed eventuale coreografie), la recitazione ma, soprattutto, la qualità vocale dei cantanti.

### Cantanti lirici
I cantanti, e i ruoli che essi interpretano, sono distinti in rapporto al registro vocale.
Le voci maschili sono denominate, dalla più grave alla più acuta, basso, baritono, tenore. A essi si possono aggiungere le voci di controtenore, sopranista o contraltista, che utilizzano un'impostazione in falsetto o falsettone, cioè senza appoggiatura. Esse eseguono ruoli un tempo affidati ai castrati.
Le voci femminili sono classificate, dalla più grave alla più acuta, come contralto, mezzosoprano e soprano. Anch'esse eseguono oggi, molto di più frequente delle corrispondenti voci maschili, i ruoli sopranili e/o contraltili scritti per le voci dei castrati.

## Rapporti con altre discipline
- Musica e informatica
- Musica e diritto
- Musica e matematica
- Musica e medicina
- Musica e neuroscienze
- Musica e fisica
- Filosofia della musica

## Produzioni e classificazioni
- Categoria:Generi di composizione musicale
- Forme musicali
- Generi musicali
- Storia dei supporti musicali